# Bollingstedt
Bollingstedt (in danese Bolingsted) è un comune di 1.500 abitanti dello Schleswig-Holstein, in Germania.
Appartiene al circondario (Kreis) di Schleswig-Flensburgo (targa SL) ed è parte della comunità amministrativa (Amt) di Arensharde.